# Jodie Brett
Pour les articles homonymes, voir Brett.
Jodie Brett, née le 9 mars 1996 à Portsmouth, est une footballeuse internationale anglaise qui joue milieu de terrain à Brighton & Hove Albion et en équipe d'Angleterre des moins de 19 ans.

## Biographie
Elle participe avec la sélection anglaise en tant que capitaine au championnat d'Europe des moins de 19 ans 2015 organisé en Israël.
Elle remporte la Coupe d'Angleterre avec Chelsea en 2015. La même année, elle est Championne d'Angleterre, toujours avec Chelsea.
Le 12 janvier 2016 elle est prêtée à Bristol.

## Palmarès
- Championne d'Angleterre en 2015 avec Chelsea
- Vainqueur de la Coupe d'Angleterre en 2015 avec Chelsea

### Bilan
- 2 titres